# Jana Kirpitsjenko
Jana Vjatsjeslavovna Kirpitsjenko (Russisch: Яна Вячеславовна Кирпиченко) (Barnaoel, 22 januari 1996) is een Russische langlaufster.

## Carrière
Kirpitsjenko maakte haar wereldbekerdebuut tijdens de Tour de Ski 2016/2017 in Lenzerheide. In de vijfde etappe van deze Tour de Ski, in Val di Fiemme, scoorde de Russin haar eerste wereldbekerpunten. In januari 2021 behaalde ze in Val Müstair haar eerste toptienklassering in een wereldbekerwedstrijd. Op de wereldkampioenschappen langlaufen 2021 in Oberstdorf eindigde Kirpitsjenko als tiende op de 15 kilometer skiatlon en als twaalfde op de 30 kilometer klassieke stijl. Op de estafette veroverde ze samen met Joelia Stoepak, Tatjana Sorina en Natalja Neprjajeva de zilveren medaille.

## Resultaten

### Wereldkampioenschappen
| Jaar | Plaats     | Resultaten                                                        |
| ---- | ---------- | ----------------------------------------------------------------- |
| 2021 | Oberstdorf | 10e 15 km skiatlon · 12e 30 km klassieke stijl · 4×5 km estafette |

### Wereldbeker
| Legenda | Legenda            |
| ------- | ------------------ |
| TdS     | Tour de Ski        |
| NO      | Nordic Opening     |
| LT      | Lillehammer Triple |
| RT      | Ruka Triple        |
| WBF     | Wereldbekerfinale  |
| STC     | Ski Tour Canada    |
| ST      | Ski Tour           |

Eindklasseringen
| Seizoen   | Algm | DI  | SP | TdS |
| --------- | ---- | --- | -- | --- |
| 2017/2018 | 95e  | 74e | –  | 30e |
| 2019/2020 | 44e  | 30e | –  | 21e |
| 2020/2021 | 21e  | 16e | –  | 13e |